# 重松凱人
重松 凱人（しげまつ かいと、2000年4月12日 - ）は、福岡県北九州市門司区出身のプロ野球選手（外野手・育成選手）。右投右打。福岡ソフトバンクホークス所属。

## 経歴

### プロ入り前
幼稚園から小学校低学年まで空手で北九州市の大会で6度の優勝。北九州市立萩ヶ丘小学校時代から「萩ヶ丘ソフトボールクラブ」でソフトボールを始め、北九州市立戸ノ上中学校時代から「北九州中央リトルシニア」で硬式野球を始める。同校では陸上部に所属し110メートルハードル走で全国大会3位となる。
高校は同市戸畑区の福岡県立戸畑高校に進学。甲子園の出場はなく、3年生の夏は第100回全国高等学校野球選手権北福岡大会に1番・中堅手で出場するも、3回戦で小倉工業高校に敗れる。
大学は亜細亜大学に進学。同期には同じくソフトバンクに入団した松本晴や他球団の青山美夏人、田中幹也がいる。大学時代は4年間で東都大学野球リーグで7打席で1安打だったが、自身の長打力を評価される。
2022年10月20日に行われたプロ野球ドラフト会議にて、福岡ソフトバンクホークスから育成ドラフト9巡目指名され、同月28日、支度金300万円、年俸400万円（金額は推定）で契約合意に達し、12月5日、BOSS E・ZO FUKUOKAで入団発表会見が行われた。背番号は166。

### プロ入り後
2023年、二軍公式戦の出場はなかったが、三軍・四軍戦では、85試合に出場し、打率.283、3本塁打、18盗塁、31打点の成績を残す。
2024年は三軍戦で一塁を守れる選手が怪我などで不足したため、自ら志願して一塁の守備に挑戦した。三軍戦やアジアウインターリーグで合わせて30試合ほど一塁を守った。なお、二軍戦では13試合に出場して、打率.167、3打点を記録した。
2025年の春季教育リーグで本塁打を放った際、先発していたリバン・モイネロから「早く（支配下選手の）2桁になれよ」と激励の言葉を受けた。

## 選手としての特徴
中学生時代に110メートルハードル走で全国大会出場経験のある俊足で、131.2km/hのスイングスピードの速さを活かした長打力が持ち味。そのスイングスピードの速さに宮崎秋季キャンプで王貞治球団会長も注目した。

## 詳細情報

### 背番号
- 166（2023年[8] - ）

### 登場曲
- 「9colors」NiziU（2023年 - ）
- 「Step and a step」NiziU（2023年 - ）